# Ungernia spiralis
Ungernia spiralis es un especie  de planta herbácea, perenne y bulbosa perteneciente a la familia Amaryllidaceae.  Es originaria del centro de Asia donde se distribuye por Turkmenistán.

## Propiedades
Los bulbos de  Ungernia spiralis contienen un inhibidor de la acetilcolinesterasa, llamado ungeremina que puede ser adecuado como tratamiento para la enfermedad de Alzheimer. Ungeremina también se ha aislado de Nerine bowdenii, Ungernia minor, Zephyranthes flava, Crinum asiaticum, Crinum augustum, Pancratium maritimum y Hippeastrum solandriflorum.

## Taxonomía
Ungernia spiralis fue descrita por Eugeny I. Proskoriakov y publicado en Izv. Turkmensk. Fil. Akad. Nauk S.S.S.R. 1: 31. 1949.